# 小谷直之
小谷 直之（こたに なおゆき、1981年12月8日 - ）は、日本の男性総合格闘家。神奈川県横須賀市出身。ロデオスタイル所属。元ZSTライト級王者。
兄は総合格闘家の小谷ヒロキ。

## 来歴
2000年7月30日に行われた第8回アマチュアリングスで優勝し、同年9月5日にリングス BATTLE GENESIS Vol.6でプロデビュー。
2002年3月31日、シュートボクシングで宍戸大樹と対戦。2Rに2度のダウンを奪うも、右ストレートでKO負け
リングス崩壊後はZSTに2002年11月23日の旗揚げから参戦。エースの名に相応しく、所英男やレミギウス・モリカビュチスを下している。
2003年11月、ZSTグランプリ1回戦で、ミンダウガス・スミルノヴァスに腕ひしぎ十字で一本勝ち。2004年1月、ZSTグランプリ2回戦で、リッチ・クレメンティに判定負け。
2004年5月、ZST.5でマーカス・アウレリオにバッティングによる出血でTKO負け。2004年7月、ZST BATTLE HAZARD 01でレミギウス・モリカビュチスに腕ひしぎ十字固めで一本勝ち。2004年9月、ZST.6での所英男とのエース対決にヒールホールドで一本勝ち。
2004年12月3日、アメリカ合衆国イリノイ州で開催されたXFO 4でロジャー・ウエルタと対戦し、判定負け。
2005年9月25日、PRIDE 武士道 -其の九-のライト級（-73kg）トーナメント1回戦でルイス・アゼレードと対戦し、11秒でTKO負け。
2006年2月、ダリウス・スクリアウディスに2度も反則され(ロープを掴む・後頭部に肘を打ち下ろすなど)判定ドロー。

### UFC
2007年4月5日、UFC初出場となったUFC Fight Night: Stevenson vs. Guillardでチアゴ・タバレスと対戦し、判定負け。
2007年9月8日、UFC 75でデニス・シヴァーと対戦し、2RKO負けを喫した。
2008年10月1日、パンクラス初出場となったPANCRASE 2008 SHINING TOURで大石幸史と対戦し、判定負け。11月23日、ZST.18で永田克彦と対戦、苦戦するも2Rにヒールホールドで一本勝ちを収めた。
2009年11月23日、ZST.22で中村大介と対戦し、横洗濯ばさみで1R一本勝ち。
2010年4月25日、吉田秀彦引退興行 〜ASTRA〜でホルヘ・マスヴィダルと対戦し、1-2の僅差の判定負け。
2010年9月26日、自身のデビュー10周年記念大会として開催されたZST.25のメインイベントでエリヤと対戦し、ヒールホールドで一本勝ちを収めた。
2011年5月3日、パンクラス ライト級グランプリ1回戦で岩見谷智義と対戦予定だったものの、体重超過で失格し不戦敗となった。
2011年7月17日、THE OUTSIDER初出場となったTHE OUTSIDER vs ZST対抗戦でRYOと対戦し、マウントポジションからのパウンドでドクターストップを呼び込み、開始1分足らずでTKO勝ちを収めた。試合後、マイクで「力の差を見せてやりました。プロが本気を出したら、アウトサイダーなんてこんなもんです」と発言したため会場からブーイングを浴びた。
2012年11月23日、ZST.33で行われたライト級王者決定トーナメント決勝で森興二に膝十字固めで一本勝ち。
2014年7月19日、UFC Fight Night: McGregor vs. Brandaoでノーマン・パークと対戦し、グラウンドの肘打ちで2RTKO負けを喫した。
2016年6月12日、REAL 5で行われたライト級王座決定トーナメント1回戦でディミトリー・パルブチェンコと対戦し、TKO負け。

## 戦績

### 総合格闘技
| 総合格闘技 戦績 | 総合格闘技 戦績 | 総合格闘技 戦績 | 総合格闘技 戦績 | 総合格闘技 戦績 | 総合格闘技 戦績 | 総合格闘技 戦績 |
| --------------- | --------------- | --------------- | --------------- | --------------- | --------------- | --------------- |
| 56 試合         | (T)KO           | 一本            | 判定            | その他          | 引き分け        | 無効試合        |
| 34 勝           | 5               | 26              | 3               | 0               | 7               | 0               |
| 15 敗           | 8               | 2               | 5               | 0               | 7               | 0               |

| 勝敗 | 対戦相手                       | 試合結果                           | 大会名                                                                  | 開催年月日     |
| ×    | 原口伸                         | 1R 3:57 TKO（グラウンドパンチ）    | GRACHAN 59 【GRACHANライト級タイトルマッチ】                            | 2023年2月12日  |
| ○    | 福本よう一                     | 1R 2:10 腕ひしぎ十字固め           | 修斗 舞浜アンフィシアター大会                                           | 2017年4月23日  |
| ×    | ディミトリー・パルブチェンコ   | 2R 3:17 TKO（パウンド）            | REAL 5 【ライト級王座決定トーナメント 1回戦】                           | 2016年6月12日  |
| ×    | ケイジャン・ジョンソン         | 5分3R終了 判定0-3                  | UFC Fight Night: Barnett vs. Nelson                                     | 2015年9月27日  |
| ×    | ヤン・カブラル                 | 2R 3:06 リアネイキドチョーク       | UFC 179: Aldo vs. Mendes 2                                              | 2014年10月25日 |
| ×    | ノーマン・パーク               | 2R 3:41 TKO（グラウンドの肘打ち）  | UFC Fight Night: McGregor vs. Brandao                                   | 2014年7月19日  |
| ○    | 児山佳宏                       | 5分3R終了 判定3-0                  | VTJ 4th                                                                 | 2014年2月23日  |
| ○    | 星野大介                       | 1R 3:57 腕ひしぎ十字固め           | VTJ 3rd                                                                 | 2013年10月5日  |
| ○    | クラット・ピターリ             | 1R 2:47 腕ひしぎ十字固め           | RINGS×THE OUTSIDER                                                      | 2013年6月9日   |
| ○    | カン・ジョンミン               | 1R 2:54 チョークスリーパー         | ZST.35                                                                  | 2013年4月7日   |
| ○    | 森興二                         | 1R 1:40 膝十字固め                 | ZST.33 〜旗揚げ10周年記念大会〜 【ライト級王者決定トーナメント 決勝】   | 2012年11月23日 |
| ○    | 平信一                         | 5分2R終了 判定3-0                  | ZST.33 〜旗揚げ10周年記念大会〜 【ライト級王者決定トーナメント 準決勝】 | 2012年11月23日 |
| ○    | ダリウス・ミンケビュチス       | 1R 2:42 チキンウィングアームロック | ZST.32 【ライト級王者決定トーナメント 1回戦】                           | 2012年9月17日  |
| ○    | 上山龍紀                       | 1R 1:41 TKO（スタンドパンチ連打）  | RINGS 〜reincarnation 再臨〜                                            | 2012年3月9日   |
| ○    | 花澤大介                       | 2R 4:03 TKO（パウンド）            | RINGS BATTLE GENESIS vol.9                                              | 2012年1月22日  |
| ○    | 井上克也                       | 1R 1:44 腕ひしぎ十字固め           | PANCRASE 2011 IMPRESSIVE TOUR                                           | 2011年9月4日   |
| ○    | RYO                            | 1R 1:00 TKO（ドクターストップ）    | THE OUTSIDER 第17戦                                                     | 2011年7月17日  |
| ×    | 岩見谷智義                     | 不戦敗（体重超過）                 | PANCRASE 2011 IMPRESSIVE TOUR 【ライト級GP 2011トーナメント 1回戦】     | 2011年5月3日   |
| ○    | 平山敬悟                       | 1R 1:44 フロントチョーク           | ZST.27                                                                  | 2011年2月6日   |
| ○    | エリヤ                         | 1R 1:04 ヒールホールド             | ZST.25 〜小谷直之デビュー10周年記念大会〜                               | 2010年9月26日  |
| ×    | ホルヘ・マスヴィダル           | 5分3R終了 判定1-2                  | 吉田秀彦引退興行 〜ASTRA〜                                              | 2010年4月25日  |
| △    | 伊藤健一                       | 5分2R終了 時間切れ                 | ZST.23                                                                  | 2010年2月20日  |
| ○    | 中村大介                       | 1R 1:37 横洗濯ばさみ               | ZST.22 〜旗揚げ7周年記念大会〜                                          | 2009年11月23日 |
| ○    | 内村洋次郎                     | 1R 1:25 アンクルホールド           | ZST.21                                                                  | 2009年9月21日  |
| ×    | 弘中邦佳                       | 2R 1:43 変形ネックロック           | ZST.20                                                                  | 2009年5月24日  |
| ○    | 永田克彦                       | 2R 4:38 ヒールホールド             | ZST.18 〜旗揚げ6周年記念大会〜                                          | 2008年11月23日 |
| ×    | 大石幸史                       | 5分3R終了 判定0-3                  | PANCRASE 2008 SHINING TOUR                                              | 2008年10月1日  |
| △    | 金原正徳                       | 5分2R終了 時間切れ                 | ZST.15                                                                  | 2007年11月23日 |
| ×    | デニス・シヴァー               | 2R 2:04 KO（左フック）             | UFC 75: Champion vs. Champion                                           | 2007年9月8日   |
| ×    | チアゴ・タバレス               | 5分3R終了 判定0-3                  | UFC Fight Night: Stevenson vs. Guillard                                 | 2007年4月5日   |
| ○    | 奥出雅之                       | 1R 0:48 腕ひしぎ十字固め           | ZST.12                                                                  | 2007年2月12日  |
| △    | エリカス・ペトライティス       | 5分2R終了 時間切れ                 | ZST.11                                                                  | 2006年11月23日 |
| ○    | 佐東伸哉                       | 1R 2:10 腕ひしぎ十字固め           | ZST GT-F2                                                               | 2006年5月27日  |
| △    | ダリウス・スクリアウディス     | 5分2R終了 時間切れ                 | ZST.9                                                                   | 2006年2月18日  |
| ○    | ヴィト・ウッズ                 | 1R 1:23 腕ひしぎ十字固め           | XFO 8                                                                   | 2005年12月10日 |
| ×    | ルイス・アゼレード             | 1R 0:11 TKO（右フック）            | PRIDE 武士道 -其の九- 【ライト級トーナメント 1回戦】                    | 2005年9月25日  |
| △    | ダリウス・スクリアウディス     | 5分3R終了 時間切れ                 | ZST-GP2 ファイナルステージ                                              | 2005年1月23日  |
| ×    | ロジャー・ウエルタ             | 1R 1:29 TKO（パウンド）            | XFO 4: International                                                    | 2004年12月3日  |
| ×    | イーブス・エドワーズ           | 1R 3:10 TKO（パウンド）            | Euphoria: Road to the Titles 【ライト級トーナメント 1回戦】             | 2004年10月15日 |
| ○    | 所英男                         | 1R 1:44 ヒールホールド             | ZST.6                                                                   | 2004年9月12日  |
| ○    | レミギウス・モリカビュチス     | 1R 2:07 腕ひしぎ十字固め           | ZST BATTLE HAZARD 01                                                    | 2004年7月4日   |
| ×    | マーカス・アウレリオ           | 2R 3:34 TKO（カット）              | ZST.5                                                                   | 2004年5月5日   |
| ×    | リッチ・クレメンティ           | 5分2R終了 判定0-3                  | ZST GP 決勝大会 【2回戦】                                               | 2004年1月11日  |
| ○    | ミンダウガス・スミルノヴァス   | 1R 0:49 腕ひしぎ十字固め           | ZST GP 開幕戦 【1回戦】                                                 | 2003年11月23日 |
| ○    | ミンダウガス・スミルノヴァス   | 1R 1:36 ヒールホールド             | THE BATTLE FIELD ZST.4                                                  | 2003年9月7日   |
| △    | ミンダウガス・スミルノヴァス   | 3分3R終了 ポイント0-0              | Bushido Rings 7: Adrenalinas                                            | 2003年4月5日   |
| ○    | アントワーヌ・スキナー         | 1R 1:35 ヒールホールド             | THE BATTLE FIELD ZST 2                                                  | 2003年3月9日   |
| ○    | ミンダウガス・ラウリナイティス | 1R 2:16 三角絞め                   | THE BATTLE FIELD『ZST』旗揚げ大会                                       | 2002年11月23日 |
| ○    | 芹澤健市                       | 1R 0:20 TKO（パンチ連打）          | DEMOLITION                                                              | 2002年9月8日   |
| ○    | 吉信                           | 1R 1:41 チョークスリーパー         | リングス WORLD TITLE SERIES GRAND-FINAL                                 | 2002年2月15日  |
| ○    | 飯田崇人                       | 1R 3:02 腕ひしぎ十字固め           | リングス WORLD TITLE SERIES                                             | 2001年12月21日 |
| ○    | 所英男                         | 5分3R終了 判定2-0                  | リングス BATTLE GENESIS Vol.8 〜壮大なる格闘実験〜                      | 2001年9月21日  |
| △    | 若林次郎                       | 5分3R終了 判定0-1                  | リングス WORLD TITLE SERIES                                             | 2001年4月20日  |
| ○    | カーティス・ブリガム           | 2R 1:59 チキンウィングアームロック | Rings USA: Battle of Champions                                          | 2001年3月17日  |
| ○    | 西内太志朗                     | 1R 0:32 腕ひしぎ十字固め           | リングス BATTLE GENESIS Vol.6 【WEF出場者決定トーナメント 決勝】        | 2000年9月5日   |
| ○    | 姿清仁                         | 1R 0:42 KO                         | リングス BATTLE GENESIS Vol.6 【WEF出場者決定トーナメント 1回戦】       | 2000年9月5日   |

### グラップリング
| 勝敗 | 対戦相手 | 試合結果                   | 大会名                         | 開催年月日     |
| △    | 内柴正人 | 8分1R終了 時間切れ         | QUINTET FIGHT NIGHT 7 in TOKYO | 2021年7月13日  |
| △    | 宮田和幸 | 8分1R終了 時間切れ         | QUINTET FIGHT NIGHT 7 in TOKYO | 2021年7月13日  |
| △    | 白木大輔 | 8分1R終了 時間切れ         | QUINTET FIGHT NIGHT 5 in TOKYO | 2020年10月27日 |
| ○    | 世羅智茂 | 1R 6:02 三角絞め           | QUINTET FIGHT NIGHT 5 in TOKYO | 2020年10月27日 |
| △    | 八隅孝平 | 8分1R終了 時間切れ         | QUINTET FIGHT NIGHT 5 in TOKYO | 2020年10月27日 |
| ×    | 門脇英基 | 2R 2:33 チョークスリーパー | The CONTENDERS 7 NEXT          | 2002年7月7日   |

### シュートボクシング
| 勝敗 | 対戦相手 | 試合結果                   | 大会名                            | 開催年月日    |
| ×    | 宍戸大樹 | 2R 2:40 KO（右ストレート） | Shoot Boxing The age of "S" Vol.2 | 2002年3月31日 |

## 獲得タイトル
- アマチュアリングス 70kg級 優勝（2000年）
- WEF出場者決定トーナメント 優勝（2000年）
- 初代ZSTライト級王座（2012年）